# Mattmark
Mattmark est une plaine subalpine / alpine située en haut de la vallée de Saas (Valais) à un peu plus de 2 100 mètres d'altitude. Jusqu'aux années 1960, la plaine était constituée des restes des moraines des glaciers alentours ainsi que de dépôts alluviaux. Un lac naturel, dont la taille variait en fonction de la dynamique des glaciers et de la  constitution de digues, était également présent. Durant les années 1960, le barrage de Mattmark est construit sur la zone. Un lac de retenue occupe la zone depuis cette période.

## Géographie
Mattmark est une plaine subalpine / alpine située entre 2 100 mètres et 2 140 mètres d'altitude. Elle se trouve dans la partie supérieure de la vallée de Saas, à environ 5 kilomètres du col de Monte-Moro. Sa longueur est d'environ 3 kilomètres pour près de 500 mètres de large.
La plaine se situe en contrebas des sommets de l'Allalinhorn et du Stralhorn ainsi que des glaciers de l'Allalin et du Schwarzberg.
Avant que le barrage ne soit construit, la plaine était constituée par un lac naturel,. Les dimensions du lac variaient selon les dynamiques des glaciers alentours. Des barrages de glace pouvaient notamment se créer au niveau de Mattmark, créant des retenues glaciaires et faisant courir des risques de débâcles pour la vallée en contrebas. La plaine était également remplie des débris, des moraines et des alluvions provenant des glaciers.
Depuis la création du barrage, une retenue artificielle a englouti l'intégralité de la plaine de Mattmark.

## Histoire
À partir de 1956, des travaux préparatoires du futur barrage commencent dans les zones en contrebas de Mattmark. Une route est notamment construite afin de relier la plaine de Mattmark (et le futur chantier) à la ville de Saas Almagell. Le chantier du barrage de Mattmark débute en 1960 et s'achève en 1966,. Depuis 1968, le lac naturel et la plaine sont engloutis par la retenue artificielle.